# West Port (Edinburgh)
West Port er en gade i Edinburghs Old Town i Skotland, der ligger umiddelbart syd for Edinburgh Castle. Den løber fra Main Point (krydset mellem Bread Street, Lauriston Street, East Fountainbridge og High Riggs) mod sydvest til hjørnet af Grassmarket. Den har sit navn fordi den vestlige byport i bymuren var her (ordet "port" i er gammelt skotsk, da de normale hedder "gate" på engelsk), og det var den vestlige udgang fra byen, der tillod passage igennem Flodden Wall. Selve byporten blev nedrevet i 1786.